# ウェイイ包囲戦 (紀元前396年)
ウェイイ包囲戦（ウェイイほういせん）は、紀元前396年頃に発生した共和政ローマとウェイイの戦いであり、ローマが勝利した。実際には数年に渡る包囲戦であり、ティトゥス・リウィウスの『ローマ建国史』が主な資料である。

## 概要
ローマはマルクス・フリウス・カミルスを独裁官に選出した。対するウェイイはローマ北西16kmに位置するエトルリア人の都市国家であり、伝説的な初代ローマ王ロームルス以来、数世紀に渡りローマと対立していた。戦争はおおむねローマが優勢ではあったものの、決定的な勝利は無く、またウェイイは何度か包囲されたことがあったものの占領されることはなかった。通説では、この包囲戦に決着をつけるためにトンネルが掘削された（市内の丘に通じる長いトンネルが見つかっている）。
リウィウスによると、ウェイイ軍は街に閉じこもり、ローマの主力軍は城外に野営し、ローマ軍のもう一隊がトンネルを掘っていた。カミルスは占いを行い、以下のように祈った。

アポローよ、貴方の意思に導かれ、私はウェイイを破壊するために出発する。その戦利品の十分の一を貴方に捧げよう。ユーノーよ、貴女は今ウェイイに住んでおられるが、勝利の後には街は我らのものとなり、直ぐに貴方のものとなり、貴方にふさわしい壮大な神殿を建てよう。

ローマ軍は戦力に勝るため、カミルスは全方向からの攻撃を命じた。カミルスの狙いは、ウェイイ兵を城壁に張り付けさせ、掘削しているトンネルから遠ざけることであった。
ウェイイ兵は何日もの間動かなかったローマ軍が、突然狂ったように攻撃を開始したため、一体何が起こったのか疑問に思った。
突進してくるローマ軍から城壁を守るためにウェイイ兵は城壁に急いだが、このときにローマ軍はトンネルに突入した。ローマ兵はユーノー神殿まで伸ばしたトンネルの出口から街に侵入し、直ちにウェイイ軍を圧倒した。戦闘の終了後、カミルスは降伏してきた非武装の人々を許すように命じた。
ウェイイの富に感銘したカミルスは演説を行ったが、その時によろめいてしまった。これは後に彼がローマからの追放されたこと、またガリア人に対するアッリアの戦いでの敗北に続いてローマが略奪されたこと（カミルスはローマを守るために戻った）、の予兆であったと考えられた。

## 参考資料
古代の資料
- Livy (1905) (英語), From the Founding of the City, Trans. Canon Roberts, ウィキソースより閲覧。 (print: Book 1 as The Rise of Rome, Oxford University Press, 1998, ISBN 0-19-282296-9)

現代の研究書
- Grant, Michael (1993). The History of Rome. Faber and Faber. ISBN 0-571-11461-X